# Anthene paraffinis
Anthene paraffinis är en fjärilsart som beskrevs av Hans Fruhstorfer 1916. Anthene paraffinis ingår i släktet Anthene och familjen juvelvingar. Inga underarter finns listade i Catalogue of Life.